# VSIR
VSIR (англ. V-set immunoregulatory receptor) – білок, який кодується однойменним геном, розташованим у людей на короткому плечі 10-ї хромосоми. Довжина поліпептидного ланцюга білка становить 311 амінокислот, а молекулярна маса — 33 908.
| 10         |  | 20         |  | 30         |  | 40         |  | 50         |
| ---------- |  | ---------- |  | ---------- |  | ---------- |  | ---------- |
| MGVPTALEAG |  | SWRWGSLLFA |  | LFLAASLGPV |  | AAFKVATPYS |  | LYVCPEGQNV |
| TLTCRLLGPV |  | DKGHDVTFYK |  | TWYRSSRGEV |  | QTCSERRPIR |  | NLTFQDLHLH |
| HGGHQAANTS |  | HDLAQRHGLE |  | SASDHHGNFS |  | ITMRNLTLLD |  | SGLYCCLVVE |
| IRHHHSEHRV |  | HGAMELQVQT |  | GKDAPSNCVV |  | YPSSSQDSEN |  | ITAAALATGA |
| CIVGILCLPL |  | ILLLVYKQRQ |  | AASNRRAQEL |  | VRMDSNIQGI |  | ENPGFEASPP |
| AQGIPEAKVR |  | HPLSYVAQRQ |  | PSESGRHLLS |  | EPSTPLSPPG |  | PGDVFFPSLD |
| PVPDSPNFEV |  | I          |  |            |  |            |  |            |

A: Аланін

C: Цистеїн

D: Аспарагінова кислота

E: Глутамінова кислота

F: Фенілаланін

G: Гліцин

H: Гістидин

I: Ізолейцин

K: Лізин

L: Лейцин

M: Метіонін

N: Аспарагін

P: Пролін

Q: Глутамін

R: Аргінін

S: Серин

T: Треонін

V: Валін

W: Триптофан

Кодований геном білок за функціями належить до рецепторів, фосфопротеїнів. 
Локалізований у клітинній мембрані, мембрані.